# 武白
武白（?—?），遼朝（契丹）学者、政治人物。
开始是北宋的国子博士，被朝廷派遣知相州赴任途中，在通利軍被遼軍俘虜。在遼朝担任上京国子博士。后来任臨潢县令、广德軍節度副使。有人告发宰相劉慎行与儿媳姚氏私通。遼聖宗命武白調查，武白调查出事实。武白出使高丽国，回国后任权中京留守。当时劉慎行諸子掌握权要，以户籍管理不实，将武白左遷。不久，转任尚書左丞、知枢密事，又任遼興軍節度使，後致仕。

## 延伸阅读
[在维基数据编辑]
 《遼史·卷82》，出自脱脱《遼史》